# 芒特普萊森特 (喬治亞州韋恩縣)
芒特普萊森特（英語：Mount Pleasant）是位於美國喬治亞州韋恩縣的一個非建制地區。該地的面積和人口皆未知。

## 地理
芒特普萊森特的座標為31°26′03″N 81°40′45″W / 31.43417°N 81.67917°W，而該地的平均海拔高度為17米（即56英尺）。